# Tadeusz Agopsowicz
Tadeusz Jakub Hasso-Agopsowicz (ur. 20 września 1923 w Skolem, zm. 31 sierpnia 1997 w Gdańsku) – naukowiec, specjalista z zakresu oceanotechniki, maszyn okrętowych, polski Ormianin. 
Od 1935 mieszkał we Lwowie. Po zdaniu matury w 1941 podjął studia na Politechnice Lwowskiej. Po wkroczeniu Niemców ukrywał się w Kołomyi. W marcu 1945 aresztowany przez NKWD, symulował zakażenie tyfusem, zbiegł ze szpitala we Lwowie, używał fałszywych dokumentów (na nazwisko Marian Świetnicki).
W 1945 zamieszkał wraz z rodziną w Gdańsku. W l. 1945–1951 studiował na Wydziale Budowy Okrętów Politechniki Gdańskiej, a następnie został pracownikiem tejże uczelni. Pracował także w Biurze Projektów Budownictwa Morskiego w Gdańsku, Morskim Instytucie Technicznym oraz Instytucie Podstawowych Problemów Techniki Polskiej Akademii Nauk. W 1963 r. uzyskał doktorat, w 1974 habilitację. Rok później został zatrudniony na uczelni macierzystej na stanowisku docenta. W latach 1965–1970 i 1973–1974 pracował jako wykładowca i zastępca profesora na Wydziale Mechanicznym Uniwersytetu w Basrze w Iraku. W latach 70. rozpoczął badania naukowe w nowej specjalności: oceanotechnika. Był twórcą pierwszych w Polsce ekspertyz z zakresu budowy statków i platform wiertniczych. Od 1983 na emeryturze. Odznaczony m.in. Złotym Krzyżem Zasługi (1980).
Autor monografii Podstawy teoretyczne metod doświadczalnego wyznaczania naprężeń tnących wałów poddanych oddziaływaniu wymuszonych drgań skrętnych (1972) oraz publikacji z zakresu oceanotechniki, mechaniki konstrukcji okrętów oraz maszyn okrętowych.
Pochowany na gdańskimi cmentarzu Srebrzysko (rejon V, kw. TAR VII, rząd 1, nr grobu 91).

## Życie prywatne
Syn Ludwika (1882–1937), ziemianina ormiańskiego pochodzenia, oraz Anieli z domu Teodorowicz (1895–1978), także pochodzącej z rodziny ormiańskiej. W 1959 r. zawarł związek małżeński z Teresą z domu Zajewską (ur. w 1933 r. w Lublinie, zm. 22.08.2023 r.) .
Jedynym ich dzieckiem była Monika Agopsowicz (ur. 1961 w Gdańsku), anglistka, redaktorka polsko-ormiańskiego kwartalnika „Awedis” oraz autorka książek o Ormianach i Kresach Wschodnich.